# EORI-Nummer
Die EORI-Nummer (englisch Economic Operators’ Registration and Identification) ist der Nachfolger der Zollnummer auf EU-Ebene. Sie dient der Identifizierung von Wirtschaftsbeteiligten und soll die automatisierte Zollabfertigung erleichtern. Ohne gültige EORI-Nummer sind zollrechtliche Handlungen in der EU grundsätzlich nicht mehr möglich (außer für Privatpersonen, die nur gelegentlich – weniger als zehn pro Jahr – schriftliche bzw. elektronische Zollanmeldungen abgeben). Jeder selbständige und rechtsfähige Wirtschaftsbeteiligte erhält grundsätzlich nur eine einzige EORI-Nummer, da diese als EU-weites Identifikationsmerkmal verwendet wird.
Die EORI-Nummer kann bis zu 17 Zeichen enthalten. Sie beginnt mit dem zweistelligen Länder-Präfix (ISO 3166) des jeweiligen Mitgliedstaates, der sie vergibt, gefolgt von bis zu 15 Zeichen. In bestimmten Fällen können weitere Länder-Präfixe enthalten sein.
Die jeweilige nationale Vergabestelle der EORI-Nummer kann auf einer Webseite der Europäischen Union abgefragt werden. Die Zuweisung der EORI-Nummer erfolgt in Deutschland und in Österreich durch den Zoll.

## Rechtliche Grundlage
Die EORI-Nummer wurde ursprünglich mit Verordnung (EG) Nr. 312/2009 in Artikel 4k eingeführt. Seit 2016 gilt die Neufassung des Zollkodex, Verordnung (EU) Nr. 952/2013, mit Artikel 9 (Registrierung), der in Verbindung mit Artikel 1 Nummer 18 der Delegierten Verordnung (EU) 2015/2446 die Verwendung der EORI-Nummer für die Registrierung vorsieht.

## Prüfung der EORI-Nummer
Jeder Wirtschaftsteilnehmer muss bei Versand in das Zollgebiet der Union die Gültigkeit und Richtigkeit der EORI-Nummer seines Vertragspartners auf einer Webseite der EU überprüfen. Dabei werden Name, vollständige Anschrift des Vertragspartners und der entsprechende Gültigkeitsvermerk angezeigt.
Die Prüfung der EORI-Nummer ist erforderlich, damit diese z. B. bei der Einfuhr auf der Handelsrechnung angeführt werden kann und es bei der Einfuhr nicht zu einer Verzögerung oder gar zu einer Zurücksendung der Ware kommt.

## Ausnahmen bei der Verwendung der EORI-Nummer
Die Verwendung einer EORI-Nummer ist nur erforderlich, wenn der Vertragspartner und Empfänger der Warensendung in der EU die Kriterien als Wirtschaftsbeteiligter erfüllt. Dies ist dann grundsätzlich nicht der Fall, wenn eine zollrechtlich relevante Handlung im Zollgebiet der Union nicht im Zusammenhang mit einer Geschäftstätigkeit steht, in der Regel bei Einfuhr durch Privatpersonen. Privatpersonen können aber trotzdem eine EORI-Nummer erhalten.

## Situation in Deutschland
In Deutschland wurden auf Antrag aus gültigen Zollnummern der Wirtschaftsbeteiligten EORI-Nummern generiert. Diese bestehen aus dem Länder-Präfix DE und der siebenstelligen ehemaligen Zollnummer. Seit Beginn des Jahres 2012 werden in Deutschland ebenfalls 17-stellige EORI-Nummern erzeugt, Länder-Präfix DE und 15 Ziffern. Bestehende neunstellige EORI-Nummern behalten ihre Gültigkeit. 

## Situation in Frankreich

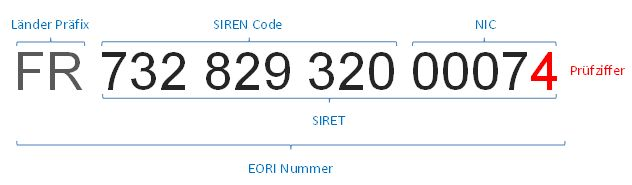
Französische EORI-Nummer

In Frankreich besteht die EORI-Nummer aus dem Länderpräfix „FR“ und der sogenannten, in der Regel 14-stelligen, numéro SIRET. Da die SIRET-Nummer bereits dem französischen Unternehmen zugeteilt und bekannt ist, muss dieser nur noch den Länderpräfix „FR“ davor setzen, um die EORI-Nummer zu erhalten. Diese so zusammengesetzte Nummer erlangt ihre Gültigkeit nach Anmeldung bei der nationalen Registrierungsstelle.

## Situation in der Tschechischen Republik
In der Tschechischen Republik beginnt die EORI-Nummer mit dem Länderpräfix „CZ“. Anschließend folgt die Steuernummer IČO, Identifikační číslo osoby des jeweiligen Wirtschaftsbeteiligten. Die EORI-Nummer muss beim für den Sitz zuständigen Zollamt in der tschechischen Republik beantragt werden, damit sie aktiviert wird.